# Административно-территориальное устройство Кировоградской области
Администрати́вно-территориа́льное деле́ние Кировогра́дской о́бласти (укр. Адміністративно-територіальний поділ Кіровоградської області) — система территориальных единиц, образованных с учётом исторических и иных местных традиций территории области, являющееся основой для осуществления функций государственного управления и местного самоуправления.
Кировоградская область была образована 10 января 1939 года. Область насчитывает 4 административных района, 12 городов, 27 посёлков, 991 сельский населенный пункт.

## Административно-территориальное деление с 2020 года
Постановлением Верховной рады Украины от 17 июля 2020 года было принято новое административно-территориальное деление Кировоградской области на 8 районов:
| № | Название              | Украинское название    | Флаг | Герб | Админ. центр    | Площадь, км² | Население, чел., (2022 г.) | Карта |
| - | --------------------- | ---------------------- | ---- | ---- | --------------- | ------------ | -------------------------- | ----- |
| 1 | Александрийский район | Олександрійський район |      |      | г. Александрия  | 5405         | ▼219482                    | карта |
| 2 | Голованевский район   | Голованівський район   |      |      | п.Голованевск   | 4244         | ▼118803                    | карта |
| 3 | Кропивницкий район    | Кропивницький район    |      |      | г. Кропивницкий | 9709         | ▼429585                    | карта |
| 4 | Новоукраинский район  | Новоукраїнський район  |      |      | г. Новоукраинка | 5196         | ▼135842                    | карта |

## Административно-территориальное деление до 2020 года
| №  | Название                        | Украинское название         | Флаг                       | Герб                       | Админ. центр               | Площадь, км²               | Население, чел., (2019 г.) | Карта                      |
|    | Города областного значения      | Города областного значения  | Города областного значения | Города областного значения | Города областного значения | Города областного значения | Города областного значения | Города областного значения |
| -- | ------------------------------- | --------------------------- | -------------------------- | -------------------------- | -------------------------- | -------------------------- | -------------------------- | -------------------------- |
| 1  | Кропивницкий городской совет    | Кропивницька міська рада    |                            |                            | г. Кропивницкий            | 111,90                     | ▼227413                    | карта                      |
| 2  | Александрийский городской совет | Олександрійська міська рада |                            |                            | г. Александрия             | 55                         | ▼79289                     | карта                      |
| 3  | Знаменский городской совет      | Знам’янська міська рада     |                            |                            | г. Знаменка                | 15                         | ▼22444                     | карта                      |
| 4  | Светловодский городской совет   | Світловодська міська рада   |                            |                            | г. Светловодск             | 45                         | ▼44857                     | карта                      |
|    | Районы                          |                             |                            |                            |                            |                            |                            |                            |
| 5  | Александровский                 | Олександрівський            |                            |                            | пгт Александовка           | 1159                       | ▼25965                     | карта                      |
| 6  | Александрийский                 | Олександрійський            |                            |                            | г. Александрия             | 1854                       | ▼38228                     | карта                      |
| 7  | Благовещенский                  | Благовіщенський             |                            |                            | г. Благовещенское          | 701                        | ▼21925                     | карта                      |
| 8  | Бобринецкий                     | Бобринецький                |                            |                            | г. Бобринец                | 1496                       | ▼24825                     | карта                      |
| 9  | Гайворонский                    | Гайворонський               |                            |                            | г. Гайворон                | 700                        | ▼36760                     | карта                      |
| 10 | Голованевский                   | Голованівський              |                            |                            | пгт Голованевск            | 922                        | ▼29947                     | карта                      |
| 11 | Добровеличковский               | Добровеличківський          |                            |                            | пгт Добровеличковка        | 1297                       | ▼32748                     | карта                      |
| 12 | Долинский                       | Долинський                  |                            |                            | г. Долинская               | 1276                       | ▼32802                     | карта                      |
| 13 | Знаменский                      | Знам’янський                |                            |                            | г. Знаменка                | 1334                       | ▼22066                     | карта                      |
| 14 | Кропивницкий                    | Кропивницький               |                            |                            | г. Кропивницкий            | 1600                       | ▼36573                     | карта                      |
| 15 | Маловисковский                  | Маловисківський             |                            |                            | г. Малая Виска             | 1111                       | ▼41835                     | карта                      |
| 16 | Новгородковский                 | Новгородківський            |                            |                            | пгт Новгородка             | 997                        | ▼15145                     | карта                      |
| 17 | Новоархангельский               | Новоархангельський          |                            |                            | пгт Новоархангельск        | 1200                       | ▼23864                     | карта                      |
| 18 | Новомиргородский                | Новомиргородський           |                            |                            | г. Новомиргород            | 1032                       | ▼27839                     | карта                      |
| 19 | Новоукраинский                  | Новоукраїнський             |                            |                            | г. Новоукраинка            | 1668                       | ▼40608                     | карта                      |
| 20 | Ольшанский                      | Вільшанський                |                            |                            | пгт Ольшанка               | 645                        | ▼12187                     | карта                      |
| 21 | Онуфриевский                    | Онуфріївський               |                            |                            | пгт Онуфриевка             | 889                        | ▼34228                     | карта                      |
| 22 | Петровский                      | Петрівський                 |                            |                            | пгт Петрово                | 1195                       | ▼23307                     | карта                      |
| 23 | Светловодский                   | Світловодський              |                            |                            | г. Светловодск             | 1219                       | ▼11774                     | карта                      |
| 24 | Устиновский                     | Устинівський                |                            |                            | пгт Устиновка              | 942                        | ▼12646                     | карта                      |

## История
- 10 января 1939 г. — образована Кировоградская область, в которую вошли 30 районов: Аджамский, Бобринецкий, Велико-Высковский, Витязевский, Добровеличковский, Долинский, Елизаветградковский, Златопольский, Знаменский, Каменский, Кировский сельский, Мало-Висковский, Новгородковский, Ново-Архангельский, Ново-Георгиевский, Ново-Миргородский, Ново-Пражский, Ново-Украинский, Александровский, Александрийский, Онуфриевский, Петровский, Подвысоцкий, Песчано-Бродский, Ровнянский, Тишковский, Устиновский, Хмелевский, Чигиринский; г. Кирово переименован в Кировоград[16]
- 1939 — город Знаменка (Знаменка 1) отнесен к категории городов областного подчинения[17]
- 4 августа 1941 — 8 января 1944 — немецкая оккупация
- 17 января 1945 — разукрупнением Александрийского р-на образовано (восстановлено) Червонокаменский район (Червоная Каменка)
- 21 мая 1945 г. и 7 марта 1946 г. было переименовано значительное количество сел, сельсоветов и т. д.[18][19]
- 26 ноября 1946 года — город Александрия отнесен к категории городов областного подчинения.
- 7 января 1954 — Златопольский, Каменский и 12 февраля 1954 г. Чигиринский районы вошли в Черкасскую область.[20]
- 17 февраля 1954 г. в состав Кировоградской области включены Ольшанский, Гайворонский, Голованевский и Ульяновский районы Одесской области.[20]
- 7 июня 1957 — упразднен Тишковский район.
- 25 сентября 1958 — упразднен Великовисковский район[21]
- 21 января 1959 — упразднен Червонокаменский район[22]
- 16 июля 1959 — упразднены Аджамский и Подвысоцкий районы[23]
- 12 ноября 1959 — упразднены Витязевский, Елизаветградковский и Песчанобродский районы[24]
- 25 октября 1962 — город Хрущев переименован в Кремгес и отнесен к категории городов областного подчинения[25]
- 1962 — упразднен Новогеоргиевский район, образован Кремгесовский район
- 30 декабря 1962 г. (адм.-тер. реформа в УССР (1962)) — упразднено 12 районов: Ольшанский, Гайворонский, Головановский, Знаменский, Компанеевский, Новгородковский, Новомиргородский, Новопражский, Онуфриевский, Ровенский, Устиновский и Хмелевский районы[25][26] ,— то есть осталось 12 районов[27] ; города Гайворон, Знаменка, Кремгес (до 25.10.1962 Хрущев), Новомиргород и Александрия отнесены к категории городов областного подчинения.
- 4 января 1965 — восстановлены Гайворонский, Головановский, Знаменский, Компанеевский, Новгородковский, Новомиргородский районы; города Гайворон и Новомиргород отнесены к категории городов районного подчинения[28][29]
- 20 ноября 1965 г. было переименовано значительное количество населённых пунктов.[30]
- 1966 — образованы Ольшанский, Онуфриевский и Устиновский районы[31]
- 1969 — Кремгесовский район переименован в Светловодский
- 19 мая 2016 — Верховная Рада Украины переименовала Ульяновский район в Благовещенский.
- 14 июля 2016 — Верховная Рада Украины переименовала город Кировоград в Кропивницкий.
- 18 мая 2018 — в Верховной Раде Украины зарегистрирован законопроект № 8380 о переименовании Кировоградской области в Кропивницкую.[32]
- 20 ноября 2018 — Верховная Рада Украины направила в Конституционный суд Украины законопроект № 8380 «О внесении изменений в статью 133 Конституции Украины». За переименование Кировоградской области в Кропивницкую проголосовали 228 депутатов. Но новое название вступит в силу только после рассмотрения этого Постановления Конституционным Судом и ещё одного голосования нардепов уже при непосредственно переименовании.